# Charles de Montalembert

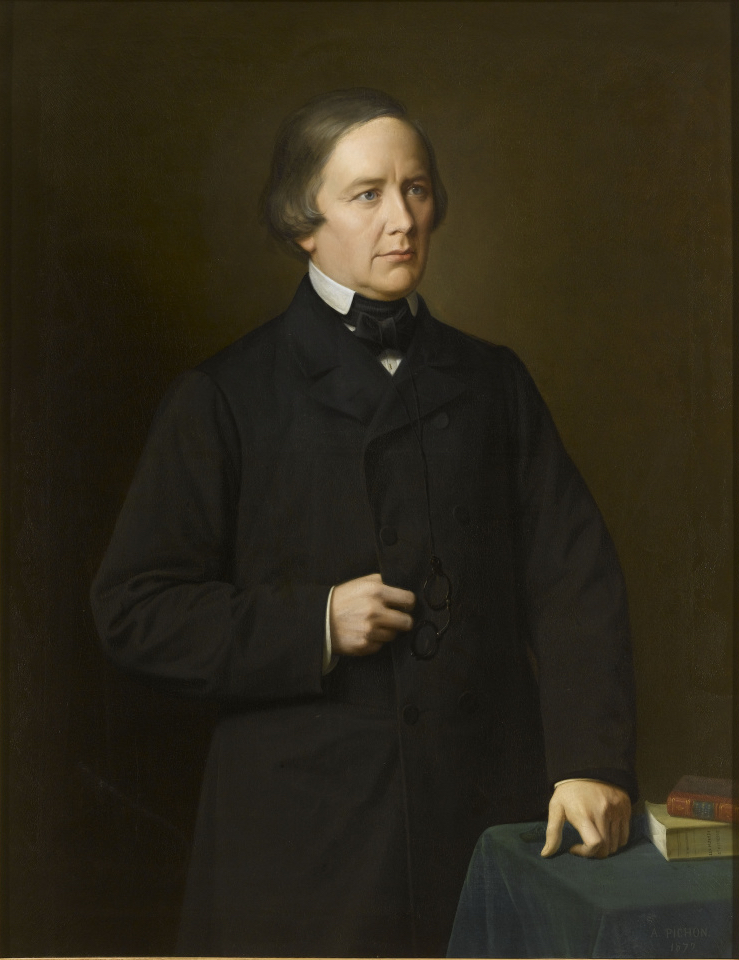
Charles Forbes René de Montalembert

Charles Forbes René de Montalembert hrabia (ur. 15 kwietnia 1810 w Londynie, zm. 13 marca 1870 w Paryżu) – francuski pisarz, historyk i działacz katolicki, inicjator ruchu katolików liberalnych zwanego „szkołą z Angeres”.
Montalembert współpracował, wraz z J.B. Lacordaire, z założonym w 1830 przez ks. H.F. de Lamennais „L’Avenir”; był zwolennikiem aktywizacji kościoła katolickiego i odrębnego katolickiego szkolnictwa, przyczynił się do konsolidacji ugrupowań katolickich we Francji; uzasadniał też prawa do wolności Irlandczyków i Polaków. Od tego czasu trwał w przyjaźni do Polski, napisał m.in. Une nation en deuil: la Pologne en 1861 (1861) i Le pape et la Pologne (1864). Odnośnie do „L’Avenir” jego liberalizmowi sprzeciwiali się ultramontani, stąd w roku 1832 nastąpiło zawieszenie „L’Avenir” i potępienie programu przez Grzegorza XVI. Od 1835 był członkiem Izby Parów, usiłował zorganizować partię katolicką wokół „L’Univers"; po rewolucji 1848, jako członek Zgromadzenia Narodowego, przeprowadził ustawę o wolności nauczania w katolickich szkołach średnich (1850); od 1852 członek Akademii Francuskiej. Po zamachu stanu Napoleona III i przejęciu „L’Univers” przez ultramontan kierował pismem „Le Correspondant". W tym czasie napisał Des interets catholigues au XIXe siècle (1852) i L’Eglise libre dans l’etat libre (1863). Przyczynił się do rozbudzenia zainteresowań mediewistycznych, m.in. Les moines d'Occident... (t. 1-7 1860-77), oraz do ożywienia kultu dzieł sztuki (Du vandalisme et du catholicisme dans l'art. 1839).

## Dzieła
- Du vandalisme et du catholicisme dans l'art. (1839)
- Des interets catholigues au XIXe siècle (1852)
- Les moines d'Occident... (t. 1-7 1860-77)
- Une nation en deuil: la Pologne en 1861 (1861)
- L’Eglise libre dans l’etat libre (1863)
- Le pape et la Pologne (1864)